# Lundbystrand
Lundbystrand, förr kallat Lundbyvassen, är ett område inom Norra Älvstranden på Hisingen, Göteborg. Mestadels finns här kontorslokaler. Även en sporthallsanläggning finns i området, Lundbystrands sporthallar. Området ligger i direkt närhet av Lindholmen åt väster och Frihamnen till öst.